# قطعنامه ۱۸۴۳ شورای امنیت
قطعنامه ۱۸۴۳ شورای امنیت سازمان ملل متحد که در تاریخ ۲۰ نوامبر ۲۰۰۸ تصویب شد، سندی بین‌المللی دربارهٔ اوضاع در مورد جمهوری دموکراتیک کنگو است. این قطعنامه طی نشست ۶۰۱۸ام با ۱۵ رای موافق، ۰ مخالف و ۰ ممتنع تصویب شد.